# Tačerizam
Tačerizam je konzervativna ideologija čija je začetnica britanska premijerka Margaret Thatcher, a koja se u Ujedinjenom Kraljevstvu provodila potkraj 1970-ih i tijekom 1980-ih. Temelji se na monetarizmu i ograničenju inicijative i moći države na gospodarskom i socijalnom planu uz sustavno poticanje privatnoga sektora. Njezin je sastavni dio i program privatizacije javnih usluga i prijenos ingerencija države na privatne poduzetnike uz deregulaciju i reduciranje uloge države na što manji broj funkcija. U osnovni vrijednosni sklop tačerizma spadaju i ekonomski liberalizam, antikomunizam i antisocijalizam, uz isticanje moralnoga konzervativizma i tradicionalnih vrijednosti.

## Unutarnje poveznice
- Margaret Thatcher